# Liste der Museen im Landkreis Landsberg am Lech
Die Liste der Museen im Landkreis Landsberg am Lech  gibt einen Überblick über aktuelle und ehemalige Museen im Landkreis Landsberg am Lech in Bayern.

## Aktuelle Museen
| Gemeinde           | Name                          | Kurzbeschreibung | gegründet/ eröffnet | Träger                         | Standort                     | Bild           | Link |
| ------------------ | ----------------------------- | --- | ------------------- | ------------------------------ | ---------------------------- | -------------- | ---- |
| Denklingen         | Museum Abodiacum              | Zeittafeln, Texte, Modelle, Nachbildungen und Originalexponate veranschaulichen die römische Geschichte von Epfach und des Lorenzbergs.                                                                                    | 1991                | Epfacher Vereine               | Epfach                       | weitere Bilder |      |
| Eresing            | Missionsmuseum                | Das Museum zeigt Objekte aus den Missionsgebieten in Ostafrika, Südafrika und Korea, darunter rund 300 Tierpräparate, und informiert über die Geschichte der Erzabtei St. Ottilien und der Mission.                        | 1896                | Erzabtei St. Ottilien          | Sankt Ottilien               | weitere Bilder |      |
| Eresing            | Nähmaschinenmuseum            | Die Ausstellung zeigt rund 380 Nähmaschinen aus aller Welt und mehr als 140 Jahren. | 1970                | Erzabtei St. Ottilien          | Sankt Ottilien               | weitere Bilder |      |
| Hurlach            | Gemeindemuseum Hurlach        | Im Haus der Begegnung sind archäologische Funde aus dem urnenfelderzeitlichen Gräberfeld bei Hurlach ausgestellt. | 29. Juli 2004       | Gemeinde Hurlach               | Haus der Begegnung           |                |      |
| Landsberg am Lech  | Herkomer Museum               | Die Dauerausstellung A Man of Many Parts befasst sich mit dem Leben und Wirken des deutsch-britischen Künstler Hubert von Herkomer. Neben dem Museum im ehemaligen Wohnhaus ist auch der Mutterturm zu besichtigen.        | 15. Aug. 1926       | Herkomer-Stiftung              | Herkomeranlagen              | weitere Bilder |      |
| Landsberg am Lech  | Historisches Schuhmuseum      | Die Ausstellung zeigt Schuhmode aus acht Jahrhunderten und Schuhe prominenter Persönlichkeiten sowie eine Sammlung von Schuhlöffeln.                                                                                       | 1995                | Privat                         | Schuhhaus Pflanz             |                |      |
| Landsberg am Lech  | Stadtmuseum Landsberg am Lech | Das Neue Stadtmuseum ist seit 2018 wegen Sanierung und Neugestaltung geschlossen. | 26. Okt. 1884       | Stadt Landsberg am Lech        | Ehemaliges Jesuitengymnasium | weitere Bilder |      |
| Prittriching       | Heimatmuseum                  | Das Museum zeigt Gegenstände aus dem häuslichen Leben, der Landwirtschaft und dem dörflichen Handwerk. Zudem finden jährlich wechselnde Sonderausstellungen statt.                                                         | 1996                |                                | Dachgeschoss des Schulhauses |                |      |
| Rott               | Dorfmuseum Rott               | Das Museum zeigt Bilder und Exponate zur Ortsgeschichte, Landwirtschaft und zum Torfstechen in Rott. | Mai 2001            | Gemeinde Rott                  | Alter Pfarrhof               |                |      |
| Unterdießen        | Malura Museum                 | Das Museum erinnert an das Leben des Malers Oswald Malura und zeigt dessen künstlerischen Nachlass. Zudem finden wechselnde Kunstausstellungen und Kulturveranstaltungen statt.                                            | 29. Juni 1993       | Oswald Malura Kunststiftung    | Oberdießen                   | weitere Bilder |      |
| Utting am Ammersee | Künstlerhaus Gasteiger        | Im ehemaligen Wohnhaus des Künstlerehepaars Anna und Mathias Gasteiger sind zahlreiche Werke der Künstler ausgestellt. Der Künstlergarten, ein landschaftlich gestalteter Park zwischen Haus und See, ist frei zugänglich. | 1994                | Bayerische Schlösserverwaltung | Holzhausen am Ammersee       | weitere Bilder |      |
| Weil               | Steinzeitdorf Pestenacker     | Unweit der Ausgrabungsstätte steht die Rekonstruktion eines Steinzeithauses. Im Besucherpavillon werden Nachbildungen von Fundstücken gezeigt und die wissenschaftlichen Methoden der Archäologie erklärt.                 | 1996                | Landkreis Landsberg am Lech    | Pestenacker                  | weitere Bilder |      |

## Ehemalige Museen
| Gemeinde           | Name             | Kurzbeschreibung | gegründet/ eröffnet | geschlossen/ aufgelöst | Träger             | Standort                                    | Bild | Link |
| ------------------ | ---------------- | --- | ------------------- | ---------------------- | ------------------ | ------------------------------------------- | ---- | ---- |
| Dießen am Ammersee | Carl Orff Museum | Das Museum erinnerte an das Leben und Werk des Komponisten Carl Orff. Ein Neubau ist am Orff-Anwesen südlich von Dießen geplant. |                     | 2022                   | Carl-Orff-Stiftung | !547.9483835511.0993155 47.948383 11.099315 |      |      |